# Esperanto-woordenboek
In de Esperantocultuur bestaan verschillende soorten Esperantowoordenboeken. Hier een overzicht.

## Verklarende woordenboeken
- PIV (Plena Ilustrita Vortaro de Esperanto) is het grootste verklarende woordenboek in het Esperanto. De eerste uitgave dateert van 1971. De recentste uitgave, deze van 2002, bevat 16780 trefwoorden en telt 1265 pagina's. Deze is uitgegeven door SAT in Parijs.
- Plena Vortaro de Esperanto is een compacte versie van PIV zonder illustraties.
- Esperanta Bildvortaro is een vertaling van het Duitse Duden-beeldwoordenboek.
- Reta Vortaro is een online open source woordenboek.
- Jaan Ojalo: Esperantaj sinonimoj. Een uitgave van de Wereld Esperantobond i.s.m. de Fundación Esperanto, 1999. Derde herziene uitgave, 96 blz. ISBN 92-9017-047-6.

## Vertalende woordenboeken
- Prisma-woordenboek Nederlands-Esperanto-Nederlands. A.J. Middelkoop. Utrecht, Antwerpen: Het Spectrum, 1986, 428 blz.
- woordenboek Nederlands-Esperanto-Nederlands van Petro De Smedt. Antwerpen: Vlaamse Esperantobond, 2005, 576 blz.
- Vortaro, de elektronische versie van het woordenboek van Petro De Smedt.

Esperanto-Engels - Esperanto-Arabisch - Esperanto-Frans - Esperanto-Duits

## Meertalige woordenboeken
- Ergane, een te downloaden vertaalhulpmiddel gelinkt aan het Travlang project
- Hejma vortaro geeft je een overzicht van woorden die vaak in huis worden gebruikt.
- La Vortaro
- Majstro
- Poliglota vortaro
- Travlang is een online woordenboek van het eo naar de talen de en es fr it nl no pt en vice versa. Het bestaat ook in de talen af cs de dk eo es fi fr fy hu it la nl no pt pl sv tr. Het maakt gebruik van de vertaalmotor van Ergane. Het is een woordenboek dat vooral is gericht op mensen die veel reizen.